# Federazione Industria Musicale Italiana
Federazione Industria Musicale Italiana ou FIMI é uma federação que representa cerca de 2.500 empresas produtoras e distribuidoras de música e gravação da Itália, além de ser a parada oficial de música do país. É associada ao IFPI.